# Psychotria cyclophylla
Psychotria cyclophylla là một loài thực vật có hoa trong họ Thiến thảo. Loài này được Urb. miêu tả khoa học đầu tiên năm 1903.